# Реакція Кучерова
Реа́кція Ку́черова — метод гідратації ацетиленових сполук з утворенням карбонільних сполук. Реакція відкрита російським хіміком М. Г. Кучеровим у 1881 році.
При гідратації ацетилену утворюється ацетальдегід, у випадку заміщених ацетиленів — головним чином кетони:
CH≡CH + H2O → CH2=CH(OH) → CH3-CHO
C6H5-C≡CH + H2O → C6H5-C(OH)=CH2 → C6H5-CO-CH3
Каталізатори реакції Кучерова — зазвичай солі ртуті (Hg2+).
Реакція Кучерова лежала в основі промислового способу отримання ацетальдегіду з ацетилену, а в даний час майже не застосовується через шкідливість каталізатора.